# بروك غيليسبي
بروك غيليسبي (بالإنجليزية: Brock Gillespie)‏ مواليد 26 أبريل 1983 في دي موين، هو لاعب كرة سلة أمريكي. بدأ مسيرته الاحترافية في سنة 2006. يحمل الرقم 7. يبلغ طوله 6 قدم 2 بوصة (1.9 م). لعب مع نادي لاردة لكرة السلة في إسبانيا وهاليفاكس رينمين في دوري كندا الوطني لكرة السلة.

## روابط خارجية
- بروك غيليسبي على موقع كرة السلة الأوروبية.كوم (الإنجليزية)
- بروك غيليسبي على موقع كلية كرة السلة في سبورتس رفرنس.كوم (الإنجليزية)
- بروك غيليسبي على موقع ريلجم (الإنجليزية)
- بروك غيليسبي على موقع بروبوليرز (الإنجليزية)
- بروك غيليسبي على موقع سبورتس رفرنس (الإنجليزية)